# 上劳西茨新盖斯多夫足球俱乐部
上劳西茨新盖斯多夫足球俱乐部（德語：FC Oberlausitz Neugersdorf e. V.）是一支位于德国萨克森自由州新盖斯多夫的足球俱乐部。俱乐部现在于德国足球东北高级联赛角逐。

## 历史
俱乐部于1992年12月12日从TBSV新盖斯多夫独立出来。球队最初的名字是OFC新盖斯多夫，直到2003年7月1日才开始使用现在的名字。
在1995年夺得区级联赛冠军之后，球队开始征战德国第五级的萨克森州联赛（即现在的萨克森足球联赛）。此后球队实力逐步提升，在三年后便获得了联赛第二，最终在2000–01赛季成功夺冠，升入NOFV-南部高级联赛。
接下来的五个赛季他们都在NOFV-南部高级联赛角逐，并在2003–04赛季取得了第九名的最好成绩。但到了2005–06赛季，球队却只拿到了倒数第一，降级到萨克森州联赛。直到七个赛季之后，上劳西茨新盖斯多夫才在2012–13赛季再次拿到萨克森足球联赛冠军，回到NOFV-南部高级联赛。此时的球队成绩大幅提升，在升级后的第一个赛季便取得了联赛第三，2014–15更是仅次于RB莱比锡二队获得联赛第二。而由于东北地区联赛正在从16支球队扩军至18支，上劳西茨新盖斯多夫得以首次杀入到更高级别的联赛。

## 俱乐部荣誉
- NOFV-南部高级联赛（英语：NOFV-Oberliga Süd）
  - 亚军：2014–15
- 萨克森足球联赛
  - 冠军：2000–01、2012–13
- 萨克森杯（英语：Saxony Cup）
  - 亚军：2013–14